# Ioan Moisin
Ioan Moisin (n. 18 septembrie 1947, Câmpina – d. 2 noiembrie 2017, București) a fost un inginer și om politic român, senator de Sibiu din partea PNȚCD în legislatura 1996-2000, ales pe lista CDR. A fost fiul canonicului Octavian Moisin. În cadrul activității sale parlamentare, Ioan Moisin a fost membru în grupurile parlamentare de prietenie cu Mongolia, Macedonia, Republica Italiană și Australia.  Ioan Moisin a fost membru în comisia economică, industrii și servicii (din dec. 1996) și comisia pentru drepturile omului, culte și minorități.

## Inițiative legislative
În anul 1998 a inițiat prima propunere legislativă privind declararea calității de agent sau colaborator al Securității, propunere tergiversată și în cele din urmă clasată în anul 2000, după revenirea la putere a PSD.
În anul 1999 a propus un proiect de lege de interzicere a contracepției și avortului mult mai draconic decât cel din perioada comunistă, al lui Ceaușescu.
A inițiat de asemenea un proiect reparatoriu față de Biserica Română Unită cu Roma, inițiativă legislativă clasată de asemenea în 20 decembrie 2000, imediat după revenirea PSD la guvernare.
Tot la 20 decembrie 2000 a fost retrasă inițiativa sa legislativă privind accesul la dosarele de securitate ale șefilor de culte, ierarhilor și șefilor comunităților locale ale cultelor religioase din România.

## Inventator
- Are 23 de brevete de invenții.

## Opera poetică
- Anotimpuri exilate, Editura Bucura, Sibiu, 1998 ISBN 973-97814-7-0
- De mine nu vă ascundeți
- Un trandafir pentru nevinovăție
- Nu voi multiplica lanțurile
- Pentru renaștere, iertare și iubire
- Izvor al pribeagului